# Advanced Installer

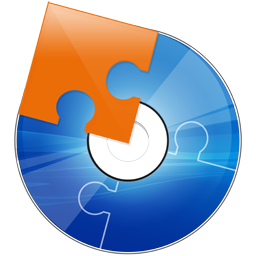
前世代のロゴ

Advanced Installer (アドバンスド インストーラー)とはCaphyonによって開発されたソフトウェアであり、 Windows インストーラー パッケージ(MSI) またはMSIX パッケージの生成などが可能なソフトウェアである。

## 概要
大きな特徴として Advanced Installer にはさまざまな機能を搭載している。例として、多様なテンプレートや MSIX パッケージビルド , Mac OS X パッケージ , リパッケージャー , さまざまなユーザーインターフェイスのテーマ(外観)の種類 , 視覚的な編集ができるダイアログエディター , 自動でソフトウェアの更新を確認するアップデーターの機能などがある。
また Microsoft Visual Studio との統合、連携する機能が存在する。

## 関連製品
- Microsoft Windows Installer (.msi)
- MSIX
- Install Shield
- Inno  Setup
- WIX
- Nullsoft Scriptable Install System